# Liste des publications internes du Collège de 'Pataphysique et du Cymbalum Pataphysicum
Liste des publications destinées aux membres du Collège de 'Pataphysique, éditées par le Collège et, par le Cymbalum Pataphysicum pendant l'Occultation (1975-2000), présentées par ordre de collection, puis par ordre chronologique (selon le Calendrier pataphysique pour les publications du Collège, le calendrier vulgaire pour celles du Cymbalum). Cette liste n'inclut que les livres et ouvrages d'art. Pour un recensement exhaustif des cadeaux offerts par le Collège à ses membres, voir le Promptuaire (2002).

## Outils
Les Outils sont les textes essentiels et/ou fondateurs du Collège de 'Pataphysique. 

### Publiés par le Collège de 'Pataphysique
1. Irénée-Louis Sandomir, Statuts du Collège de 'Pataphysique, offert aux nouveaux adhérents.
- 1re édition, 12 pages, 76.
- 2e édition, 24 pages, 84. Aux Statuts a été jointe le Harangue Inaugurale du Docteur Sandomir
- 3e édition, 40 pages, 96. À l'édition précédente ont été ajoutés les Messages du Baron Mollet et d'Opach.
- 4e édition, 64 pages, gueules 130. À l'édition précédente ont été ajoutés le Message de Lutembi, ainsi que les statuts de l’ordre de la Grande Gidouille (3e édition), suivis des Constitutions Internes et du Coutumier de l’Ordre. Édition faisant autorité.
- 5e édition, 64 pages, gueules 140. Littéralement conforme à la troisième édition (faisant autorité).

2. Alfred Jarry et Irénée-Louis Sandomir, ordre de la Grande Gidouille, offert aux membres de l'Ordre exclusivement. Contient les statuts de l'Ordre tels que rédigés par Jarry dans son Almanach du Père Ubu illustré, les extraits des Statuts du Collège de 'Pataphysique concernant l'Ordre, sa constitution interne et le coutumier de l'Ordre. À partir de gueules 130, les statuts de l'Ordre ont été accolés à ceux du Collège.
- 1re édition, 16 pages, 76.
- 2e édition, 16 pages, 89.

3. Divers auteurs, Calendrier pataphysique.
- 1re édition, 24 pages, 76.
- 2e édition, 24 pages, 78. Peu de modifications par rapport à la précédente édition.
- 3e édition, en tableau mural, 82.
- 4e édition, 24 pages, 98. Treize modifications par rapport à la 2e édition.

4. François Lachenal et Henri Bouché, Was ist 'Pataphysik ?, 24 pages, 86. Traduction allemande de quelques textes essentiels.

5. Roger Shattuck, Au seuil de la 'Pataphysique, 106 pages, 90. Reproduction d'un texte paru dans la treizième numéro de l'Evergreen Review et traduit en français, polonais, espagnol, italien, russe, allemand, latin et japonais.

6. Les Manifestes :
1. Irénée-Louis Sandomir, Ier Manifeste, phalles 77.
2. Commission du IIe Manifeste, IIe Manifeste, 85. Annonce la transformation de la revue et la série des Dossiers.
3. Sous-Commission Prolongeant l'Activité de laCommission du IIe Manifeste, IIIe Manifeste, 92. Rappelle la tâche idéogénétique du Collège, prépare la création des Subsidia et d'abord du Numéro zéro.
4. Divers auteurs, IVe Manifeste, 127. Publié à l'occasion de la Désoccultation du Collège, annonce d'une nouvelle série des Viridis Candela, les Carnets trimestriels.

7. Cocommission des Inférences, Promptuaire récapitulatif mais intégral des publications du Collège de 'Pataphysique, 98. Mis à jour au 1er gidouille 127 (publication en haha 129) pour la Désoccultation.

8. Anthologie suédoise des Sollicitudes & Travaux du Collège, 216 pages, 100. Comme son nom l'indique, c'est la traduction suédoise de divers textes fondateurs.

9. Organigramme des Hiérarchies et Administrations du Collège de 'Pataphysique et de l'Ordre de la Grande Gidouille, 101.

10. Promptuaire des non-publications du Collège de ’Pataphysique & du Cymbalum Pataphysicum, 40 pages, merdre 131. Complément à l'index des publications, c'est celle des publications projetées mais non réalisées.

### Publiés par le Cymbalum Pataphysicum
- Tableau récapitulatif des Commissions, Co-Commissions, Sous-Commissions et Intermissions du Cymbalum Pataphysicum, 32 pages, 1979.
- Gersan Moguérou, Agenda Sempiternel, 1994. Guide des choses à faire nécessaire et suffisant pour remplir la vie du pataphysicien.

## Collection musicale
Collection de format et de présentation uniformes destinée à « l'institution et la tréphurgie des Membres du Collège en Pataphysique musicale ».

### Euterpe et Polyhymnie (Collège de 'Pataphysique)
1. Alfred Jarry, Première musique de la Chanson du Décervelage telle qu'elle était chantée au lycée de Rennes, 16 pages, décervelage 77. Contient une glose de Jean-Hugues Sainmont et les paroles de la Valse des pruneaux.
2. Claude Terrasse, Seconde version musicale de la Chanson du Décervelage telle qu'elle fut composée par Claude Terrasse et chantée à la Première d'Ubu roi le 10 sable 24., 8 pages, gueules 77.
3. Alfred Jarry, Hymne des Palotins tel qu'il fut chanté more antiquissimo à la Première d'VBV COCV le 4 merdre 73, 8 pages, décervelage 79.
4. Julien Torma, Chanson de la scène VIII de Lauma Lamer, mise en musique par Elme le Pâle Mutin, 8 pages, clinamen 79.
5. Boris Vian, Le Petit Lauriston, 8 pages, 83.
6. Luc Étienne, Polka des gidouilles, 8 pages, 85.
7. René Clair, Une supposition, 8 pages, 85.
8. Jean Racine et Jacques Prévert (paroles), Felix Mendelssohn (musique), Acclamation en l'honneur de Sa Magnificence le Vice-Curateur Baron, 8 pages, 86.
9. Sous-Commission du Pape Marcel, La Royauté du Père Ubu, 12 pages, 88.
10. Tchang Che-hsi (paroles), Wang Yu-si (musique), Les Membres du Collège de 'Pataphysique sont des hélianthes, 8 pages, 102. Avec une épigraphe de Mao Zedong.
11. Boris Vian (paroles), Jean-Louis Chautemps (musique), Le Chant de l'Autodidacte, 8 pages, 148.

### Cliques & Claques (Cymbalum Pataphysicum)
1. Folklorique, La Triste Noce, 1975. Chanson figure au chapitre XII du Surmâle.
2. Andrew Thomson, Le Poids des sons, 1986. Spéculation sur la canon du ténor Ludovic[1] et l'hymne Autumn exécuté durant le naufrage du Titanic, à parit d'une phrase d'Erik Satie.
3. Gavin Bryars (illustration Tanguy Garric), Prélude à la Rrose (quoi ?) [sic], 1987.
4. Andrew Hugill, Gavin Bryars et Cyril LeFebvre, Pour une ouverture discrète de la cassette, présentation de la Cassette d'hommage à Luc Étienne, R. (coll. « Cliques & Claques (bis) ») 1990.
5. Opach, Rouget de Lisle et Philippe Cathé, La Marseillaise de Clairon.
6. Présentation du disque Les Classiques de la Pataphysique (coll. « Cliques & Claques (bis) »), 1997.
7. Jean-Louis Bailly (texte) et Thomas-Louis Marie (musique), Emma (Madame Bovary), 1998.

### Cliques & Claques (bis) (Cymbalum Pataphysicum)
1. Cassette d'hommage à Luc Étienne, R., cassette, 1990. Face A, une conférence de Luc Étienne sur les palindromes phonétiques, Face B, des créations d'Andrew Hugill, Gavin Bryars, Cyril Lefebvre et Joseph Racaille.
2. Les Classiques de la Pataphysique, disque compact, 1997. Interprétations des partitions parues dans la collection « Euterpe & Polyhymnie », plus deux hymnes datariaux et un discours de Lutembi sur l'An Cent et ses paradoxes.

## Collection Élyséenne (Collège de 'Pataphysique)
Collection consacrée à la mémoire des grands membres du Collège ayant rejoint le plan éthernel.
1. Irénée-Louis Sandomir,  Oraison Funèbre de Mélanie Le Plumet prononcée le 4 gueules 76 par Sa Magnificence le Vice-Curateur-Fondateur., 76. Réédité en gueules 77 avec trois illustrations de François Laloux.
2. Jean Ferry, Hommage à la Mémoire Immarcescible d'Oktav Votka, 24 pages, 87.
3. Sous-Commission du Pape Marcel, Album mémorial en souvenir de Sa Magnificence le Baron Mollet, Vice-Curateur du Collège, 32 pages, 92.
4. Institutum Pataphysicum Mediolanense, Farfa, feuille pliée en forme de bateau, 92. Éloge funèbre en italien en hommage à Farfa, décédé peu auparavant.

## Collection Haha (Collège de 'Pataphysique)
Collection de petits opuscules qui se démarquent par leurs formats variés.
1. Irénée-Louis Sandomir, François Laloux (illustration), Mémorial du jubilé semi-séculaire, 20 pages, palotin 78.
2. Irénée-Louis Sandomir, Oraisons funèbres de Mata-Mata., 20 pages, 78.
3. Alfred Jarry, Les nouveaux timbres, 36 pages, gueules 79. Texte originellement paru le 15 janvier 1901.
4. René Daumal, Le Catéchisme, 32 pages, 80. Texte écrit en 1935.
5. Franc-Nohain, Les Perceptions extérieures, 40 pages, 5 phalle 80.
6. Luc Étienne, Triptykhon, 16 pages, 19 phalle 80. Trois sonnets sur des thèmes totalement différents mais aux rimes identiques.
7. Alfred Jarry, Tatane, 32 pages triangulaires, 81.
8. Jean Ferry, Monolo-gue de l'Employé, 40 pages destinées à ceux qui lisent couchés, 82.
9. Julien Torma, Lebordelamer, 24 pages, 82. Sept calligrammes de Torma préfacés par Louis Barnier.
10. Georges Petitfaux, Le Cid, 32 pages, 82. Réduction de la pièce de Corneille en 188 vers.
11. Julien Torma, Premiers écrits, 24 pages, 82. Préface de Jean-Hugues Sainmont.
12. René Daumal et Roger Gilbert-Lecomte, Petit Théâtre, 40 pages, 84.
13. Alfred Jarry et Pierre Bonnard, Soleil de printemps, 24 pages pentagonales, 85.
14. René Clair, Une supposition, 24 pages hexagonales, 85.
15. Jean Mollet, Jarry inconnu, 32 pages, 89.
16. René Daumal et Roger Gilbert-Lecomte, Le Lyon rouge, 21 pages carrées, 91.
17. Opach, Grand Largue, 32 pages numérotées de 3 à 34, 98.

## Œuvres d'Alfred Jarry

### Juveniliad'Alfred Jarry (Collège de 'Pataphysique)
Reprises de textes auparavant inédits de Jarry publiés dans la Revue. Ce sont tous des œuvres de jeunesse.
1. L'Ouverture de la pêche, 14 pages, 80. Comédie écrite par Jarry à quatorze ans et demi, avec une note de Jean-Hugues Sainmont.
2. Le Futur malgré lui, 16 pages, 81. Texte datant de 1888.
3. Les Antiaclastes [deuxième version], 32 pages, 92. Drame en trois actes de janvier 1888.
4. Album de l'Antlium, 48 pages, 91. Intégralité des textes et dessins concernant l'Antlium, ou pompe à merdre.
5. Réponse à des Enquêtes, 32 pages, 97. Toutes les réponses que fit Jarry aux enquêtes lancées par des journaux.
6. Tout Ubu, 502 pages, 89. Édition intégrale établie par Maurice Saillet.
7. La Chandelle Verte, lumières sur les choses de ce temps, 696 pages, 96. Les articles et considérations écrites par Jarry après Faustroll, édition établie par Maurice Saillet.
8. Peintures, Gravures, et Dessins d'Alfred Jarry, 132 pages, 95. Préface et commentaires de Michel Arrivé.

### Œuvres d'Alfred Jarry (Cymbalum Pataphysicum)
Tout en étant des textes inédits, ce ne sont plus nécessairement des juvenilia.
- Les « Pouchinels », 24 pages, 1979. Texte consacré aux marionnettes bruxelloises.
- Les Alcoolisés, 84 pages, 1991. Texte de Jarry écrit au lycée, à Rennes, illustré par des collages d'Henri Meyer. Reprise de l'édition originale réalisée par le Collège en 80 EP.
- Ubu sur la butte, 128 pages, 1996. Réduction en deux actes d'Ubu roi réalisée par Jarry en 1901 pour le Guignol des 4-z'Arts, illustrée par des collages d'Henri Meyer.

## Collection Q (Collège de 'Pataphysique)
Collection scientifique du Collège, dont la devise « Science et patience », est empruntée à Arthur Rimbaud.
1. Raymond Queneau, Lorsque l'Esprit, 40 pages trapézoïdales, 82.
2. Jean-Hugues Sainmont, Bouquet, 24 pages parallélogrammatiques, 84.
3. Philippe Quinault, Protée, 28 pages trapézoïdales, 85. Texte tiré du Phaéton de cet auteur.
4. Jean-Hugues Sainmont, De quelques conséquences, 88. Expérience de « rhétorique soustractive » présentée par Noël Arnaud.
5. Latis, Lettre au T.S. Raymond Queneau, 96. Lettre apportant la preuve qu'en 5756 n'aura persisté de notre civilisation que la chanson Battre la campagne.

## Collection des Phynances (Collège de 'Pataphysique)
Regroupe des textes concernant la vie interne du Collège.
1. Nicolas Kamenev, Quelques problèmes historiques concrets d'activité paraphysique posés par la Cinquantenaire de la mort de Jarry, 24 pages, 84.
2. Marie-Louise Aulard, Géographie du Néant, 32 pages, 88.
3. Georges Petitfaux, Petit A-B-C de quelques idées reçues, 40, 93. Lexique de termes en usage au Collège.
4. Jean Ferry, Un chapitre posthume du Temps Retrouvé, 24 pages, 100. Pastiche du dernier opus de Marcel Proust.
5. Sous-Commission de Parémiographie et Intermission des Traductions & Trahisons, Petite Résomption Culturelle de dictons météorologiques à l'usage des Pataphysiciens, 28 pages, 102.

## Collection Traître Mot (Collège de 'Pataphysique)
Accueille les traductions de textes à haute teneur pataphysique.
1. Sedulius Ersatzmann (trad. Henri Robillot), Paraboles, 36 pages, 85.
2. Jandu Bufe, Oukiva trene sebot, 30 pages, 85.
3. Anonyme (trad. Jeanne de Valsenestre), Priapée homérique, 16 pages, 85. Poème latin quelque peu pornographique<;
4. Hildebert de Lavardin (trad. Pierre Bure-Jouët), Vie de Mahumet, 40 pages, 86.
5. Récit égyptien traditionnel recueilli par Hérodote (trad. Pierre Saliat, postface Jacques Brunet, André Tchernia et Latis), Le Fils de l'Architeteur, 24 pages, 87.
6. Horace (trad. et présentation André Tchernia), Cinq Odes d'Horace Chrétien, 40 pages, 90. Mise en parallèle des Odes  d'Horace originelle et de celles, expurgées, qui circulaient dans le Moyen Âge chrétien.
7. Raymond Prince, Le v souscrit, 24 pages, 97.

## Grande Collection Inquisitive (Collège de 'Pataphysique)
Collection consacrée à la « recherche désintéressée » et dirigée par Louis Barnier, qui y a publié de textes et images liées de plus ou moins loin à l'univers pataphysicien.
1. Irénée-Louis Sandomir (préface Louis Barnier), Opus pataphysicum, 158 pages, 86. Outre son testament, cet opus regroupe tous les écrits du Fondateur du Collège.
2. Léonard de Vinci, (trad. Anne de Latis, illustrations Max Ernst), Prophéties sur les animaux raisonnables et irraisonnables, 40 pages, 87.
3. Michel Arnaud, Raymond Queneau, Boris Vian et Zoneilles, Scénario. Les Films Arquevit., 30 pages, 89. Édition d'un des nombreux scénarios auxquels Vian participa, datant cette fois de 1945.
4. Louis Barnier, La Vache au Pré Noir, 24 planches en couleurs et 12 pages de texte, 90. Variation sur La Vache au Pré Noir, de Jean Dubuffet, basée sur la permutation des clichés d'impression.
5. Thomas Joseph Moult, Prophéties perpétuelles de Thomas Joseph Moult, 48 pages, 94. Fac-similé d'un traité de 1740, présenté par Paul Gayot et Jacques Brunet.
6. Louis Barnier et Raymond Fleury, Du bon usage du Dépôt de Marque, 54 pages, 98. Étude sur les marques déposées de 1891 à 1903 à l'Office national de la Propriété industrielle et contenant des calembours, du « Rhum Hentick » au « Savon Ponce-Pilate ».
7. Chaval, Chaval graveur, 48 pages, 99. Présentation de l'œuvre de Chaval graveur par Louis Barnier.
8. Jean-Hugues Sainmont, Message au peuple normand et autre, émis le 8 tatane 81 par Sa Magnificence le Vice-Curateur-Fondateur, […] à l'occasion des Fêtes Préparatoires au Centenaire d'Alphonse Allais, 12 pages, 81.
9. Jean-Hugues Sainmont et Camille Renault, Camille Renault par J.-H. Sainmont, P.G.A. & R., 20 pages, 83. Trente-six photos d'œuvres illustrant une courte monographie.

## Libellorum Intestinorum Corpus (Collège de 'Pataphysique)
Collection réservée aux poèmes de pataphysiciens :
1. Pierre David, Retour de l'Enfan podagre, 86.

2. Thieri Foulc, Vingt écrits, 96.

3. Claude Ernoult, D'un polyèdre, 99.

4-5. Irénée-Louis Sandomir, Le Mirliton voyer, 99. Recueil des adresses en alexandrins que le Fondateur utilisait pour sa correspondance.

6. Irinée-Louis Sandomir, Post-scriptum au Mirliton voyer, 99. Suite du précédent recueil, après la réforme postale.

## Collection Otium (Collège de 'Pataphysique & Cymbalum Pataphysicum)
Jeux de table pataphysiciens. Cette collection est la seule à avoir survécu à l'Occultation.
1. Jesús Borrego Gil, Le Strobile Jeu de Ha ha, 101. Hybridation du jeu de l'Oie et d'un commentaire du Faustroll.
2. Gil, Le Jeu de la Chouette, 104. Même principe appliqué à César-Antéchrist.
3. Gil (préface François Caradec), Le Jeu de Locus Solus… 1990 vulg. Cette fois à partir de l'ouvrage de Raymond Roussel.

## Collection Les Astéronymes (Cymbalum Pataphysicum)
Textes pataphysique dont l'auteur est incertain. Les deux premiers volumes sont parus juste avant l'Occultation, et sont donc datés 103.
1. Jean Ferry (attribuable à), Document hermétique, 1975.
2. Roger Gilbert-Lecomte (attribuable à), fragment en marge de l'Antigone de Sophocle, 1975.
3. Jean Ferry (attribuable à), Escrocs, 1979. Réédition d'un article du Da COsta encyclopédique au sujet des commentateurs de Kafka.
4. Alfred Jarry (attribuable à[2]), L'Affaire Ébé, 1985. Article anonyme paru en 1924 dans une revue littéraire imaginaire, traitant d'un fait non avéré…
5. Jean Ferry (attribuable à), Montage, avec indice d'attribution à Jean Ferry, S., 1989. Découvert dans les archives de Ferry.
6. Opach (attribuable à), Sens unique, 1995. Deux poèmes signés Ludz Atao et découverts dans les archives de Sa Magnificence.

## Collection maramoutéenne (Cymbalum Pataphysicum)
Collection n'accueillant que des fac-similés.
1. Jean Ferry, Ethnologie des maramouts, 1976. Extrait d'un grand œuvre consacré aux maramouts.
2. Roger Gilbert-Lecomte, Sacra Nox, 1978. Reproduction d'extraits des deux premiers numéros d'Apollo, éphémère revue qu'édita Gilbert-Leconte lorsqu'il était élève de troisième A au lycée de Reims, en 1922.
3. Jean-Pierre Brisset, La Grande Nouvelle, 1986. Annonce de la parution de La Science de DIeu ou la Création de l'homme diffusée par l'auteur en 1900.
4. Christian Laucou (compilé par), Justifications des tirages du Mercure de France, 1991. C'est bien ce que son nom indique.
5. Julien Torma, Envois à plusieurs, 1999. Diverses lettres de Torma, adressée notamment à Léon-Paul Fargue, Paul Éluard, René Daumal ou Max Jacob.
6. Julien Torma (préface Sous-Commission des Apostilles), Six dessins de Julien Torma, 134.

## Collection Cartaphilus (Cymbalum Pataphysicum)
Nommée en l'honneur d'Eugène Sue d'un des noms traditionnels du Juif errant, elle regroupe des textes feuilletonesques.
1. Senninger, Les 400 coups des 100 gardes, 1976. Ouvrage à tendance OuLiPienne.
2. Jean-Louis Bailly, Des gars jurent des gageures, 1986. Roman en onze chapitres chacun sommés d'un distique ou quatrain holorime qui résume l'épisode précédent.
3. Guillaume Pô, L'Ascension de l'Etna, 1998. Palindrome en 983 lettres.

## Collection Hermès (Cymbalum Pataphysicum)
Collection non définie.
1. Cocommission de Vêture, Brrhüsgë gd Ürrhghtücrrhigtph gd igtbigtrrhigt, 1977.
2. Collectif, L'Ymagier du Père Ubu, 1980. Recueils de figurations graphiques d'Ubu réalisées par Alfred Jarry, Max Ernst, Pablo Picasso, Joan Miró et autres artistes plus ou moins célèbres.
3. Camille Renault, Le jardin des surprises, 1985. Catalogue d'une exposition Renault organisée en 1985.
4. Georges Petitfaux, Poèmes gastéropodes, 1989. Ensemble des quatrains écrits par le Provéditeur Général des Phynances en quatrième de couverture des IIIe et IVe séries des Viridis Candela.

## Collection du Fourneau (Cymbalum Pataphysicum)
Ouvrages dont la fabrication a été assurée par les Éditions du Fourneau.
1. Rachilde, L'Homme qui raille dans les cimetières, 1982. Texte peu connu consacré à Jarry cycliste.
2. Luc Étienne, Palindromes bilingues, 1984. La dernière œuvre du Régent d'astropétique, réputé pour ses contrepèteries. Palidromes français dans un sens, anglais dans l'autre.

## Collection du Pédagogue (Cymbalum Pataphysicum)
Collection concernant tout ce qui est lié à l'éducation. Assez peu remplie.
1. Luc Étienne, Textes à expurger, 1984. Présentation de textes scolaires expurgés de toutes leurs sonorités indésirables.

## Ouvroir de Peinture Potentielle (Cymbalum Pataphysicum)
Publications de l'Oupeinpo. Le collectif publié au Seuil en 2005 et offert aux membres du Collège ne figure pas dans cette collection, qui semble abandonnée.
1. Thieri Foulc, Le Morpholo, 1985. Jeu créatif.

## Collection Grabuge (Cymbalum Pataphysicum)
« Collection vouée, comme le poème torméen du même titre, aux aventures des mots. »
1. Armand Vivier (calligraphie Christian Laucou), Dieu aime hors, 1986.
2. Georges Petitfaux, Lettre bavarde, 1993. Sur la typographie, la rhétorique et Bonaparte.
3. Jacques Antel, Verts vers, 1994. Versification holorime à connotation contrepètique.
4. Alphonse Allais, La Cravache de Montpellier, 1994. Textes de jeunesse d'Allais publiés dans l'hebdomadaire montpelliérain La Cravache en 1879-80 et découverts par François Caradec.
5. Pascal d'Ourcy, Sonnets des voyelles, 1995. À partir des « Voyelles » de Rimbaud, d'Ourcy propose au lecteur de composer 15625 sonnets.

## Récompenses morales (Cymbalum Pataphysicum)
Ouvrages destinés aux membres du Collège à jour de leur phynance (cotisation).
- Remy de Gourmont, Le Phonographe, 1978. Texte rare datant de 1892, édité par les Éditions du Fourneau, c'est le plus petit tirage du Collège (101 exemplaires).
- Alfred Jarry (illustrations Henri Meyer, Les Antliaclastes, 1980.
- Enrico Baj, Quarante sculptures en Meccano pour Ubu Roi, 1986. Reproduction de maquettes réalisées pour une représentation d'Ubu roi.
- Albano Rodriguez (préface François Caradec, traduction Blanche Iribarren), Hypnagogies, 1987. Recueils de fragments écrits en rêve.
- Sans auteur (illustrations et calligraphie Lilo Schweizer), Chant du cinquantenaire), 1987. Ouvrage Occulté.

## Bibliothèque optimatique (Collège de 'Pataphysique désocculté)
Textes pataphysiques au format 10 x 17 cm.
1. Latis, Lettre sur l'anthropofilouterie, 16 pages, 133.
2. Senninger, Une vie de chien, 32 pages, 133.
3. Fernando Arrabal, Le Château des Quechuas, 96 pages, 136.
4. Alcide Mara, Notes d'un oisif, 62 pages, 140.
5. Simon Leys, Fable d'Acadème, 16 pages, 144.
6. Jean-Hugues Sainmont, Lettre à un néofrite sur Julien Torma, 16 pages, 145.
7. Luigi Serafini, Le commencement & la fin de la civilisation, 16 pages, 146.

## Collection des Dix Mille Éléphants (Collège de 'Pataphysique désocculté)
Cette collection accueille des recueils de dessins.
1. Tristan Bastit (préf. Guénolé Azerthiope), Trompe-zœils.

## Hors Collection
Ces ouvrages sont parfois publiés hors du Collège mais distribués à ses membres pour leurs qualités pataphysiques. Ils se différencient généralement des exemplaires ordinaires par l'apposition d'un sceau ou une couverture différente.
Sinon, ce sont des ouvrages du Collège qui ne rentrent nulle part ailleurs.
- France Laloux, L'Érioclaste, 77. Publication du Collège rééditée par l'An Cent.
- Philippe Merlen, Lettre concernant Julien Torma, Imprimé par Noël Arnaud, 82.
- Théodore Kœnig, Secsa, Imprimé par l'auteur, 84. Poèmes sans r…
- François Caradec (préface Raymond Queneau), Christophe Colomb, 222 pages, 87. Essai biographique écrit en 82 pour un éditeur parisien.
- Roger Shattuck, Evergreen Review, vol. 4, no 13 : What is 'Pataphysics ?, 170 pages, 87. Anthologie anglophone de grands textes pataphysiciens parue en mai-juin 1960 vulg. et tirée à 25 000 exemplaires.
- ACACADOOR, Le Petit Moniteur de l'ACACADOOR, 5 numéros du 15 gidouille 88 au 5 phalle 90. Revue des dataires de l'OuLiPo.
- Louis Ménard (préface Bernard Francueil), Abandonné, 89.
- André Martel (texte) et Jean Dubuffet (calligraphie), Le Mirivis des naturgies, Imprimé par l'auteur, 90. Exemplaires du Collège de ces « poèmes en langage paralloïde » marqués d'un sceau.
- Julien Torma (préface Louis Barnier), Carnet de notes, 90. Fac-similé d'un carnet de Torma.
- Jean Ferry, Une autre étude sur Raymond Roussel, 60 pages, 91.
- Lathis, L'organiste athée, 64 pages, 91.Roman composé uniquement de préfaces — et d'une postface.
- Jean Ferry, L'Afrique des Impressions, Jean-Jacques Pauvert, 212 pages, 95. L'édition du Collège de cette introduction à l'œuvre de Raymond Roussel comporte une couverture inédite.
- Collège de 'Pataphysique, Documents intimes, 24 pages, absolu 128. Complément aux Très riches heures du Collège de 'Pataphysique, ouvrage de vulgarisation et d'édification populaires paru chez Fayard à l'occasion de la Désoccultation.
- Nicolas Cirier, L'Apprentif Administrateur, 72 pages, absolu 128. Réédition d'un ouvrage de 1840 de ce fou littéraire admiré par Raymond Queneau.
- Jean-Max Albert, Le Transcendant Corps des Satrapes, seize timbres, haha 129. Avis aux philatélistes.
- Julien Torma, Écrits définitivement incomplets, 800 pages, tatane 130. Le plus gros ouvrage publié par le Collège. « Queue de tirage abandonnée à la lecture publique. »
- Enrico Baj, Ubu en Suisse, dépliant de cartes postales, merdre 131. Huit cartes postales montrant Ubu parasitant des paysages suisses.
- Marcel Duchamp, Respirer est un problème, 32 pages quasi circulaire, sable 132. Inclut dans les Carnets du Collège de 'Pataphysique no 17.
- Oupeinpo, Du potentiel dans l'art, Le Seuil, 224 pages, 133. Exemplaires du Collège marqués d'un sceau.
- Tanya Peixoto, XIII icônes, 32 pages, 143. Icônes peintes de la main de Sa Magnificence représentant treize saints séculiers, des plus célèbres (le Facteur Cheval, Salvador Dalí) aux moins connus (Billy Walton, Ruth Lakofski).
- Lutembi, Ecrits pataphysiques complets, 128 pages, 143. Cet Opus lutembicum réunit tout ce qu’on peut appeler « écrits » de Sa Magnificence Lutembi.